# Jankó Sándor
Jenei Jankó Sándor (Vasvár, 1866. február 28. – Vönöck, 1923. május 14.) magyar erdőmérnök, főiskolai tanár.

## Életpályája
Gyermekkorát Vasváron töltötte, általános iskoláit ugyanott végezte el. 1877–1879 között a kőszegi Bencés Gimnáziumban tanult. 1879–1886 között Sopronban tanult tovább. 1886-ban érettségizett a soproni állami főreáliskolában. 1886–1887 között Grazban önkéntesi katonai szolgálatot teljesített. 1887–1890 között a Selmecbányai Akadémián tanult. 1890–1892 között a Lugosi Magyar Királyi Erdőigazgatóságnál dolgozott. 1892-ben erdőmérnöki oklevelet szerzett. 1892–1893 között a Zalaegerszegi Állami Erdőhivatal erdőgyakornoka és segédtisztje volt. 1893–1894 között a Földművelésügyi Minisztérium Erdőrendezési Ügyosztályán az erdészeti építési ügyek referense, 1894–1896 között erdőgyakornoka, 1896–1897 között erdészjelöltje, 1897–1901 között erdésze volt. 1901–1904 között főerdész volt. 1904–1911 között a selmecbányai Bánya-, Kohó- és Erdőmérnöki Főiskola Erdészeti és Földméréstani Tanszékének rendkívüli tanára, 1911–1923 között nyilvános rendes tanára volt. 1906–1923 között a tanszék vezetőjeként is dolgozott. 1916-tól magyar királyi főerdőtanácsos volt. 1920–1922 között a főiskola rektora volt.

### Munkássága
Fontos szakirodalmi munkásságot fejtett ki. Az első magyar nyelvű fotogrammetriai munka szerzője volt. Tanulmányai az Erdészeti Lapok, a Kataszteri Közlöny és a Köztelek hasábjain jelentek meg. Háromszögháló-hibaelméletét az Österreichische Zeitschrift für Vermessungswesenben tette közzé.

## Családja
Szülei: Jankó József (1831–1896) földbirtokos és Kiss Lídia (1844–1876) voltak. Anyai nagyszülei nevelték fel. 1897-től Velancsics Gizella (1871–1942) volt a felesége. Fia, Jankó József; leánya, Pattantyús Ábrahám Imréné Jankó Magda és Ujhely Tiborné Jankó Mária voltak.

## Művei
- Körszelvényes útkanyar kitűzése szögtükörrel (Erdészeti Lapok, 1895)
- Erdészeti földméréstani feladatok (Főiskolai jegyzet; Selmecbánya, 1907)
- Erdészeti szállítási eszközök és berendezések (Selmecbánya, 1908; 1912)
- Erdészeti földméréstan (Főiskolai jegyzet; Selmecbánya, 1908–1909)
- Szalma-, széna- stb. kazlak köbtartalomszámítása (Budapest, 1909)
- Földméréstan
  - I. (Főiskolai jegyzet; Selmecbánya, 1909–1910)
  - I–II. kötet. Jankó Sándor előadásai alapján összeállította: Raab Gyula (Főiskolai jegyzet; Selmecbánya, 1911–1912)
- A Prytz-féle rúdplaniméter (Erdészeti Lapok, 1910)
- Logarithmikus beosztású távolságmérő léc (Erdészeti Lapok, 1911)
- A csúsztató utak I.-II. (Budapest, 1912)
- A planiméterek használatáról (Erdészeti Lapok, 1915 és Kataszteri Közlöny, 1915)
- Vadpatak szabályozás (főiskolai jegyzet; Selmecbánya, 1916)
- Egyetemes vagy univerzális kisebbítési lépték (Kataszteri Közlöny, 1916)
- Fotogrammetria (Pozsony, 1917)
- Szögek kiigazítása a háromszögekből (Kataszteri Közlöny, 1917)
- Erdészeti szállítóberendezések
  - I. rész: Mesterséges pályák Sopron, 1920)
- Erdészeti földméréstan
  - I. rész: Műszertan (Sopron, 1922)
  - II. rész: Gyakorlati mérés Sopron, 1921)

## Emlékezete
- 1972-ben Vasváron szülőházára (Vasvár, Vasvári Pál utca 14.) emléktábla került.

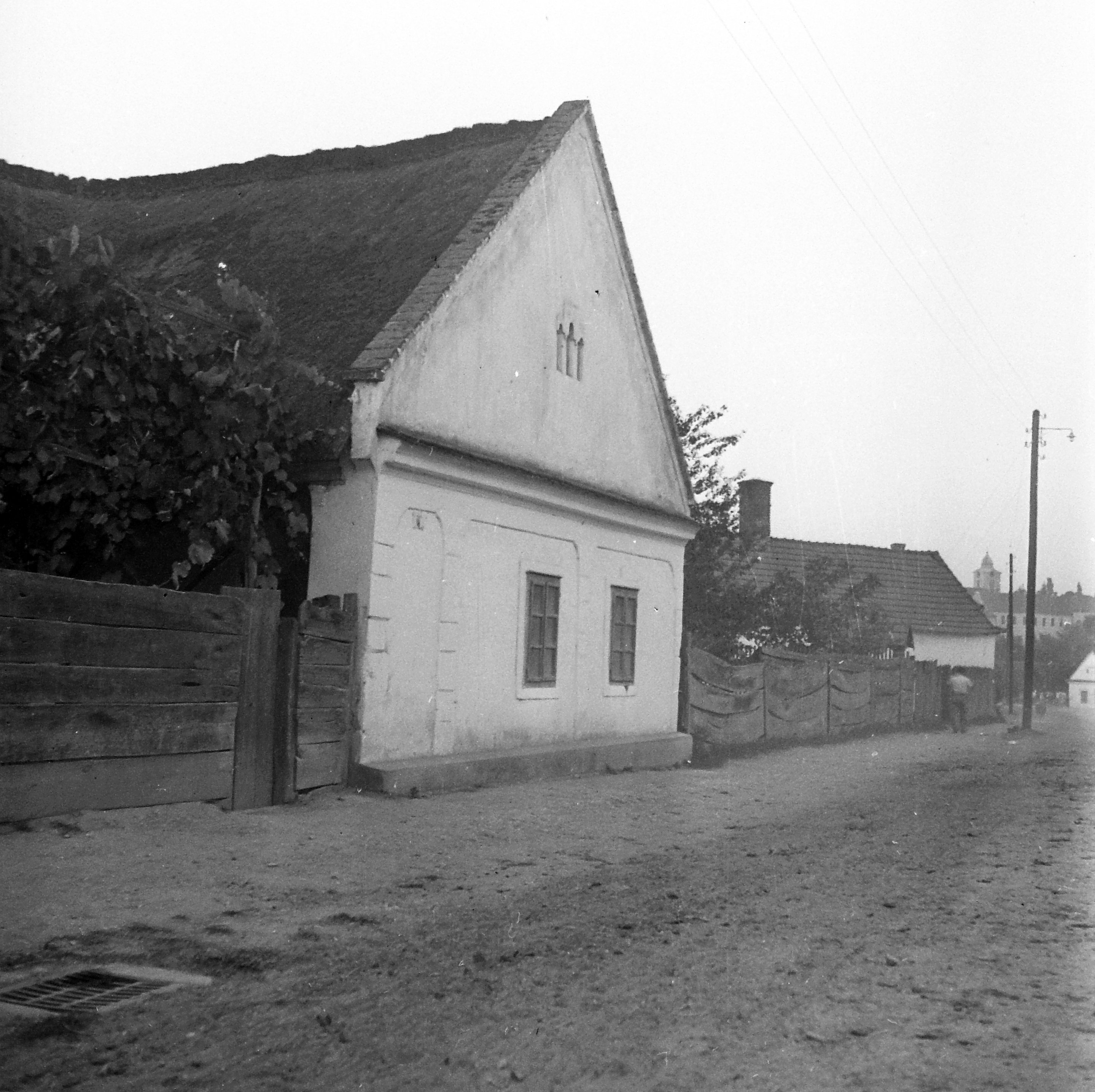
Vasvár Pál utca 14. Jenei Jankó János szülőháza

- szobra – melyet Kutas László szobrász alkotott – a Nyugat-Magyarországi Egyetem Botanikus kertjében található.
- 2013-ban megalapították a Jankó Sándor-díjat az Erdőmérnöki Karon, amelyet a geomatika, az erdőfeltárás és a vízgazdálkodás területén jó tanulmányi eredményt elérő, szociálisan hátrányos helyzetű hallgatók kapnak.